# Paolo Treves
Paolo Treves (Milano, 27 luglio 1908 – Fregene, 4 agosto 1958) è stato un politico, pubblicista, politologo e antifascista italiano.

## Biografia

### La famiglia e gli inizi
Figlio del deputato socialista gradualista Claudio Treves, fu segretario dell'esponente del socialismo italiano Filippo Turati, amico e collega del padre, finché quest'ultimo rimase in Italia, prima della sua avventurosa fuga in Francia nel 1926.
Anche il padre nel 1926 era espatriato clandestinamente in Francia, e da allora i suoi familiari erano stati strettamente sorvegliati .
A Parigi Claudio Treves aveva ricostituito con Turati il Partito Socialista Unitario dei Lavoratori Italiani (PSULI), che il 19 luglio 1930, in occasione del XXI Congresso socialista in esilio, si riunificò con il PSI di Pietro Nenni.
Era cugino dello scrittore, pittore e politico italiano Carlo Levi, che fu anch'egli antifascista e perseguitato dal regime fascista.

### L'attività antifascista
Nell'autunno del 1938 a seguito dell'entrata in vigore delle leggi razziali in Italia, Treves, impossibilitato a trovare lavoro, fu costretto ad emigrare a Londra, nel Regno Unito.
Qui fu raggiunto nell'esilio dal fratello Piero, storico dell'antichità e della letteratura italiana dell'Ottocento.
Dopo lo scoppio della seconda guerra mondiale i due fratelli curarono, dal 1940 al 1945, una rubrica radiofonica per gli italiani, diffusa da Radio Londra.

### L'impegno politico nel dopoguerra
Tornato in Italia, s'iscrisse al Partito Socialista di Unità Proletaria (PSIUP-PSI) e fu eletto all'Assemblea Costituente. Nel luglio 1947 si sfidò a duello con Emilio Patrissi, deputato dell'Unione Nazionale, ma nessuno dei due rimase ferito.
Sempre nel 1947 aderì al PSLI-PSDI per il quale fu eletto deputato per due legislature, dal 1948 al 1958.
Fu anche sottosegretario di Stato al Commercio con l'Estero, dall'11 febbraio 1954 al 19 maggio 1957, nei governi Scelba e Segni I.

### L'attività accademica
Fu docente di Dottrine politiche e Filosofia del diritto all'Università degli Studi di Firenze.
Compì studi su Tommaso Campanella, Francesco Guicciardini, Hugues-Félicité Robert de Lamennais, Joseph de Maistre, e fu autore di scritti di polemica politica.

### Vita privata
Fabio Treves, suo nipote, è un affermato musicista.